# Alice Čečilová
Alice Čečilová (dříve Zatloukalová a Šimonová) (* 25. června 1958 Přerov) je česká politička a lékařka, v roce 2014 krátce místopředsedkyně Věcí veřejných, v letech 2014 až 2018 předsedkyně hnutí Otevřená radnice, dlouholetá zastupitelka města Týnce nad Sázavou.

## Život
Po absolvování základní a střední školy v Přerově vystudovala Lékařskou fakultu hygienickou Univerzity Karlovy v Praze.
Po studiích nastoupila do vědecké přípravy pro obor neurotoxikologie, později se rozhodla pro obor všeobecné lékařství. Pracovala mimo jiné jako závodní lékařka ve zdravotnických zařízeních na Praze 9. Od roku 1993 působí jako praktická lékařka pro dospělé v Týnci nad Sázavou.
Alice Čečilová je vdaná a má jednoho syna.

## Politické působení
V letech 1994 až 1996 byla členkou Demokratické unie, v letech 2010 až 2014 pak členkou strany Věci veřejné.
Do politiky vstoupila, když byla v komunálních volbách v roce 1994 zvolena jako nestraník za Demokratickou unii do Zastupitelstva města Týnce nad Sázavou. Ve volbách o čtyři roky později nekandidovala. Do zastupitelstva se vrátila po komunálních volbách v roce 2002, kdy byla zvolena jako nestraník za ČSSD. Mandát zastupitelky města obhájila i v komunálních volbách v roce 2006 (nestraník za ČSSD) a v komunálních volbách v roce 2010 (členka Věcí veřejných).
Do vyšší politiky se pokoušela dostat, když v krajských volbách v roce 2000 kandidovala jako nestraník za Pravý blok v rámci uskupení Koalice Pravý blok - Klub angažovaných nestraníků do Zastupitelstva Středočeského kraje, ale neuspěla. O 12 let později kandidovala v krajských volbách v roce 2012 za Věci veřejné, ale opět neuspěla. Věci veřejné se totiž do zastupitelstva nedostaly.
Ve volbách do Poslanecké sněmovny PČR v roce 1996 kandidovala za Pravý blok ve Středočeském kraji, ale neuspěla.
Zúčastnila se rovněž voleb do Senátu PČR v roce 2012, kdy kandidovala za Věci veřejné v obvodu č. 41 - Benešov. Se ziskem 2,61 % hlasů skončila na předposledním 11. místě a do druhého kola nepostoupila.
Ve volbách do Evropského parlamentu v roce 2014 kandidovala na 6. místě kandidátky Věcí veřejných, ale neuspěla. Po neúspěšných volbách do EP vystoupila z Věcí veřejných a skončila tak i na postu místopředsedkyně strany. V červnu 2014 spoluzaložila politické hnutí Otevřená radnice (zkratka hnutí je Hora 2014) a byla zvolena jeho předsedkyní. V komunálních volbách v roce 2014 vedla kandidátku hnutí v Týnci nad Sázavou a obhájila post zastupitelky města. Působí jako předsedkyně Sociální komise.
V lednu 2018 skončila ve funkci předsedkyně hnutí Otevřená radnice, nahradil ji František Oščádal. V komunálních volbách v roce 2018 obhájila post zastupitelky města Týnec nad Sázavou, když kandidovala jako členka hnutí Hora 2014. Původně figurovala na posledním místě kandidátky, ale vlivem preferenčních hlasů skončila první. Ve volbách v roce 2022 obhájila mandát jako nezávislá, když kandidovala za uskupení „VOLBA PRO TÝNEC A MÍSTNÍ ČÁSTI“.